# Kokcydioza królików
Kokcydioza – wysoce śmiertelna choroba pasożytnicza wywołana przez dwa gatunki pasożytów, atakujący nabłonek wątroby Eimeria stiedai oraz atakujący nabłonek jelit Eimeria perforans. Wysoka śmiertelność występuje szczególnie u młodych zwierząt (do 5 miesiąca życia a czynnikami sprzyjającymi są: złe odżywianie i niehigieniczne, ciasne pomieszczenia. Walka z tymi pasożytem jest trudna bo wytwarzane oocysty są odporne na czynniki zewnętrzne środowiska.

## Cykl rozwojowy
Postaciami inwazyjnymi są oocysty o wielkości ok. 20 mikrometrów zawierające w swoim wnętrzu sporozoity. W przewodzie pokarmowym królika soki trawienne rozpuszczają otoczkę oocysty i sporozoity wydostają się do światła jelita i atakują komórki nabłonka jelitowego lub komórki nabłonka przewodów żółciowych (Eimeria stiedae). Bardzo szybko dzielą się w procesie zwanym schizogonią. W wyniku licznych podziałów powstają nowe osobniki merozoity, które atakują kolejne komórki nabłonka. Po kilku podziałach  bezpłciowych następuje rozmnażanie płciowe - gamogonia. Niektóre merozoity przekształcają się w męską mikrogametę a część w żeńskie makrogamety. Ruchliwa, wrzecionowata mikrogameta wnika do makrogamety, zlewa się z nią i tworzy zygotę. Zygota wytwarza mocną otoczkę i zamienia się w oocystę. W oocyście przebiega dalszy rozwój pasożyta - Sporogonia. Przy sprzyjających warunkach (temp. 24 °C, tlen, odpowiednia wilgotność) po 2-3 dniach powstają 4 spory po 2 sporozoity. Nasilenie kokcydiozy zależne jest od ilości połkniętych oocyst.

## Objawy
Króliki tracą apetyt, chudną, pojawia się osłabienie i niedokrwistość (blade błony śluzowe), wzdęcia brzucha, silny obrzęk wątroby, biegunka i żółtaczka.

## Zmiany anatomopatologiczne
Przy zakażeniu E. stiedae powiększona jest wątroba a na jej powierzchni są liczne, białawe, lub żółtawe guzki wielkości  od ziarna prosa do ziarna grochu. Przy E. perforans dominuje nieżytowe  zapalenie jelita cienkiego. Ściana jelit jest pogrubiała i mocno zaczerwieniona, po przekrojeniu ich na błonie śluzowej widać serowate ogniska o średnicy 2-3 mm, ułożone pojedynczo lub w skupiskach.